# Ocyptamus hippolyte
Ocyptamus hippolyte är en tvåvingeart som först beskrevs av Hull 1957.  Ocyptamus hippolyte ingår i släktet Ocyptamus och familjen blomflugor.
Artens utbredningsområde är Peru. Inga underarter finns listade i Catalogue of Life.